# Distrito Histórico de la Avenida Capitol
El Distrito Histórico de la Avenida Capitol es un distrito histórico nacional ubicado en Jefferson City, condado de Cole, Misuri (Estados Unidos). Abarca 107 edificios contribuyentes en una sección predominantemente residencial de Jefferson City. El distrito se desarrolló aproximadamente entre 1870 y 1947 e incluye ejemplos representativos de arquitectura de estilo renacentista clásico, victoriano tardío, bungalow / artesano estadounidense y art déco. Ubicados en el distrito se encuentran Lester S. y Missouri "Zue" Gordon Parker House, Jefferson Female Seminary, Missouri State Penitentiary Warden's House el Ivy Terrace y otros edificios notables construidos entre 1830 y 1930.
Fue incluido en el Registro Nacional de Lugares Históricos en 2002. 